# 孝源街道
孝源街道是中华人民共和国浙江省湖州市安吉县下辖的一个街道办事处。
2014年1月13日，浙江省人民政府批复同意撤销皈山乡建制，其行政区域改由安吉县政府直辖。
2014年2月17日，湖州市人民政府通知在此区域内设立孝源街道。

## 行政区划
孝源街道下辖以下村级行政区划单位：
观音桥村、洛四房村、尚书干村、孝源村和皈山场村。

## 经济
网易味央现代农业产业园位于本街道境内。